# Hockenheimring
 (mai 2010).
Si vous disposez d'ouvrages ou d'articles de référence ou si vous connaissez des sites web de qualité traitant du thème abordé ici, merci de compléter l'article en donnant les références utiles à sa vérifiabilité et en les liant à la section « Notes et références ».
Le circuit de Hockenheim (HockenheimRing Baden-Württemberg ) est un circuit automobile situé près d'Hockenheim, en Allemagne, sur la Bertha Benz Memorial Route. Il est surtout connu pour avoir accueilli le Grand Prix d'Allemagne de Formule 1 de 1970 à 2019.

## Histoire

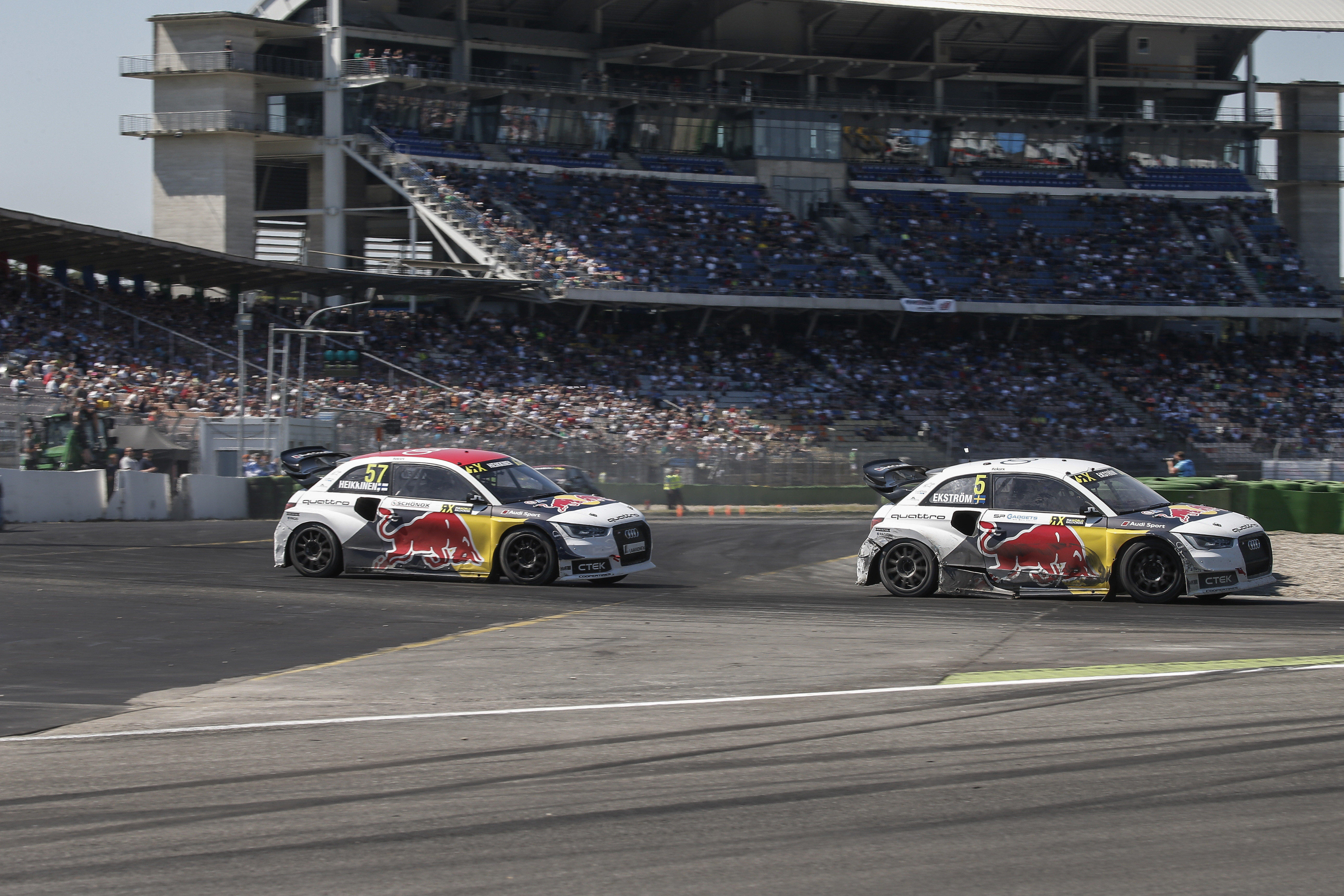
Finale de l'épreuve 2016 du Championnat du monde de rallycross

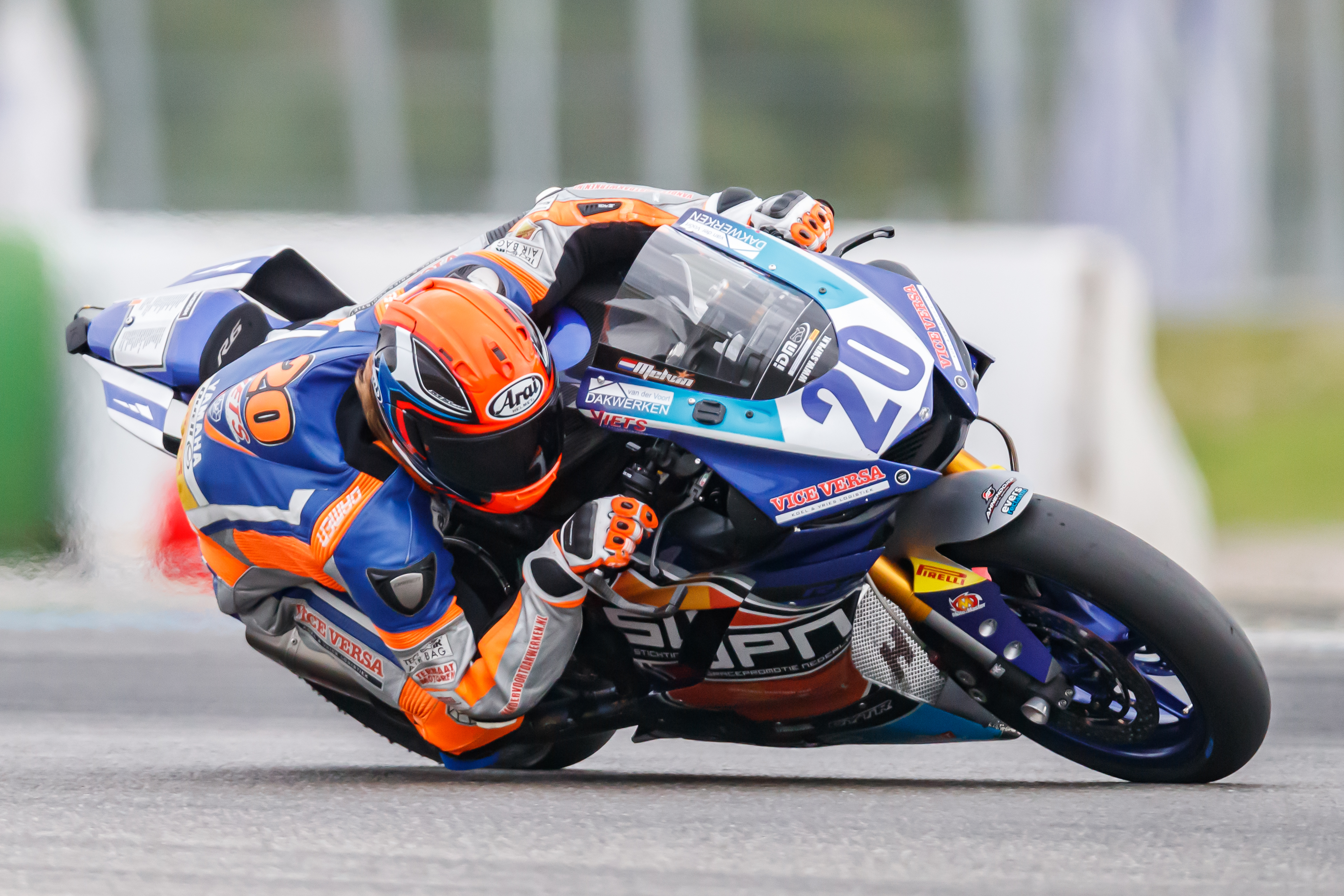
Concurrent en course sur le circuit de Hockenheimring. Septembre 2022.

Le Hockenheimring est construit en 1932 en utilisant des routes forestières, devenant une alternative à d'autres circuits de la région notamment celui de Karlsruhe. Il est long de presque 8 km et ne comporte que deux longues lignes droites reliées par deux virages, un long virage à droite dans la forêt et un court de l'autre côté au sein de la ville de Hockenheim. D'abord utilisé pour quelques courses de moto, il est agrandi pour être utilisé comme piste d'essai par Mercedes-Benz et Auto Union. En 1938, il est renommé Kurpfalzring, nom qu'il gardera jusqu'en 1947.
Après la guerre, le pilote de moto Wilhelm Herz réussit à promouvoir efficacement le circuit, ce qui lui permet d'accueillir régulièrement le Grand Prix moto d'Allemagne à partir de 1957, en alternance avec d'autres circuits comme le Solitude ou le Nürburgring.
En 1965, une nouvelle autoroute sépare la ville de Hockenheim du reste de la piste et une nouvelle version du circuit est dessinée, avec l'apparition du fameux stade tel qu'il existe aujourd'hui. En 1968, la mort accidentelle de Jim Clark dans une course de Formule 2 incite les propriétaires à installer deux chicanes et des barrières de sécurité sur les bords de la piste. Un petit mémorial est créé sur les lieux de l'accident, près de la première chicane, qui portera le nom de Clark.
En 1970, Hockenheim accueille pour la première fois le Grand Prix automobile d'Allemagne qui se déroulait habituellement au Nürburgring. Ce circuit est même abandonné à la suite de l'accident de Niki Lauda en 1976 et Hockenheim accueillera ainsi le Grand Prix pratiquement sans interruption pendant trente ans.
En 1982, une troisième chicane est ajoutée au circuit dans la Ostkurve à l'extrémité est du circuit à la suite de la mort de Patrick Depailler lors d'essais privés.
Le circuit est alors relativement long (6,8 km), disposant de très longues et rapides sections de ligne droite dans la forêt, séparées par les trois chicanes. Seule la partie finale du circuit est plus sinueuse et étroite, lors de l'entrée dans le « stade » appelé « Motodrom ». Cette configuration du circuit rend la mise au point des voitures difficile puisqu'il faut choisir entre une vitesse de pointe rapide pour les longues lignes droites ou bien plus d'appui aérodynamique pour les virages à l'intérieur du stade. Du fait de la longueur du circuit, le nombre de tours du Grand Prix de Formule 1 est fixé à 45 ce qui limite l'expérience des spectateurs, réduits à ne voir les voitures passer que dans le stade.
Plusieurs problèmes apparaissent lors du Grand Prix en 2000, lorsque Rubens Barrichello, parti en 18e position sur la grille, gagne une course marquée par des conditions climatiques changeantes. En effet, la plupart des dépassements eurent lieu aux chicanes situées dans la forêt et les spectateurs ne purent par conséquent pas les voir. Par ailleurs, Jean Alesi est victime d'un sérieux accident à la troisième chicane à la suite d'une collision avec Pedro Diniz. Enfin, un spectateur réussit à s'introduire sur la piste en passant les barrières de sécurité de la première ligne droite, montrant la vulnérabilité des installations dans la forêt. Ces problèmes provoquèrent la colère de la FIA qui, souhaitant améliorer l'expérience des spectateurs et la sécurité, demanda que le circuit soit redessiné.
En 2002, Hermann Tilke est donc chargé de reconstruire le circuit. La nouvelle version du circuit prête pour le Grand Prix d'Allemagne 2002 est bien plus courte (4,574 km), ultra-moderne et ne conserve que la partie « Stadium » de l'ancien circuit en évitant la forêt. L'ancienne partie du circuit qui traversait la forêt a été détruite et des arbres ont été replantés, rendant toute possibilité de réorganiser une course sur ce tracé nulle. Les avis quant au nouveau tracé sont partagés : les dépassements y sont certes plus nombreux et la capacité d'accueil est plus importante (120 000 spectateurs) mais plusieurs personnalités du monde de la Formule 1 comme Ron Dennis, Jarno Trulli ou Juan Pablo Montoya ont déploré la perte de ce qui faisait l'« esprit » du circuit et exprimé leur préférence pour l'ancien tracé.
Le circuit comprend également une piste de dragster d'1/4 de mile (402 mètres). 
Depuis 2015, le circuit accueille une épreuve du Championnat du monde de rallycross lors du weekend de DTM. Situé dans la zone du « Stadium », le tracé emprunte une partie de la piste asphalte ainsi qu'une partie en terre spécialement créée pour l'occasion.

## Évolution du circuit

1938 à 1965 : Kurpfalzring
1966 : ajout du Stadium
1970 à 1981
1982 à 1991
1992 à 2001
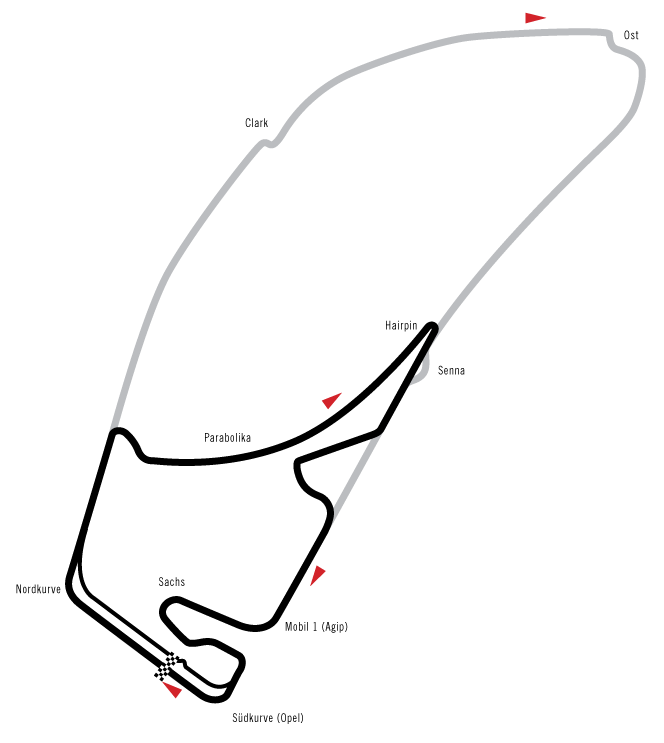
Superposition de l'ancien et du nouvel Hockenheimring

## Palmarès

### Automobile
| Année | Vainqueur             | Voiture          | Catégorie | Épreuve               | Résultats |
| ----- | --------------------- | ---------------- | --------- | --------------------- | --------- |
| 1967  | Frank Gardner         | Brabham-Cosworth | F2        | Trophée d'Allemagne   |           |
| 1967  | Robin Widdows         | Brabham-Ford     | F2        | Coupe du Rhin         |           |
| 1968  | Jean-Pierre Beltoise  | Matra-Cosworth   | F2        | Trophée d'Allemagne   |           |
| 1968  | Jochen Rindt          | Brabham-Ford     | F2        | Coupe du Rhin         |           |
| 1968  | Ernesto Brambilla     | Ferrari          | F2        | GP de Bade-Wurtemberg |           |
| 1969  | Jean-Pierre Beltoise  | Matra-Cosworth   | F2        | Trophée d'Allemagne   |           |
| 1969  | Brian Hart            | Brabham-Ford     | F2        | Coupe du Rhin         |           |
| 1970  | Clay Regazzoni        | Tecno-Cosworth   | F2        | Trophée d'Allemagne   |           |
| 1970  | Hubert Hahne          | BMW              | F2        | Coupe du Rhin         |           |
| 1970  | Jochen Rindt          | Lotus-Ford       | F1        | GP d'Allemagne        | Résultats |
| 1970  | Dieter Quester        | BMW              | F2        | GP de Bade-Wurtemberg |           |
| 1971  | François Cevert       | Tecno-Ford       | F2        | Trophée d'Allemagne   |           |
| 1971  | Carlos Reutemann      | Brabham-Ford     | F2        | GP de Bade-Wurtemberg |           |
| 1972  | Jean-Pierre Jaussaud  | Brabham-Ford     | F2        | Trophée d'Allemagne   |           |
| 1972  | Emerson Fittipaldi    | Lotus-Ford       | F2        | Coupe du Rhin         |           |
| 1972  | Tim Schenken          | Brabham-Ford     | F2        | GP de Bade-Wurtemberg |           |
| 1973  | Jean-Pierre Jarier    | March-BMW        | F2        | Trophée d'Allemagne   |           |
| 1973  | Jochen Mass           | Surtees-Cosworth | F2        | Coupe du Rhin         |           |
| 1974  | Hans-Joachim Stuck    | March-BMW        | F2        | Trophée d'Allemagne   |           |
| 1974  | Jean-Pierre Jabouille | Alpine-BMW       | F2        | Coupe du Rhin         |           |
| 1974  | Patrick Depailler     | March-BMW        | F2        | GP de Bade-Wurtemberg |           |
| 1975  | Gérard Larrousse      | Alpine-BMW       | F2        | Trophée d'Allemagne   |           |
| 1975  | Jean-Pierre Jabouille | Alpine-BMW       | F2        | Coupe du Rhin         |           |
| 1976  | Hans-Joachim Stuck    | March-BMW        | F2        | Trophée d'Allemagne   |           |
| 1976  | Hans-Joachim Stuck    | March-BMW        | F2        | Coupe du Rhin         |           |
| 1976  | Jean-Pierre Jabouille | Elf2-Renault     | F2        | GP de Bade-Wurtemberg |           |
| 1977  | Jochen Mass           | March-BMW        | F2        | Trophée d'Allemagne   |           |
| 1977  | Niki Lauda            | Ferrari          | F1        | GP d'Allemagne        | Résultats |
| 1978  | Mario Andretti        | Lotus-Ford       | F1        | GP d'Allemagne        | Résultats |
| 1979  | Alan Jones            | Williams-Ford    | F1        | GP d'Allemagne        | Résultats |
| 1980  | Jacques Laffite       | Ligier-Ford      | F1        | GP d'Allemagne        | Résultats |
| 1981  | Nelson Piquet         | Brabham-Ford     | F1        | GP d'Allemagne        | Résultats |
| 1982  | Patrick Tambay        | Ferrari          | F1        | GP d'Allemagne        | Résultats |
| 1983  | René Arnoux           | Ferrari          | F1        | GP d'Allemagne        | Résultats |
| 1984  | Roberto Moreno        | Ralt-Honda       | F2        | Trophée d'Allemagne   |           |
| 1984  | Pascal Fabre          | March-BMW        | F2        | Coupe du Rhin         |           |
| 1984  | Alain Prost           | McLaren-TAG      | F1        | GP d'Allemagne        | Résultats |
| 1986  | Nelson Piquet         | Williams-Honda   | F1        | GP d'Allemagne        | Résultats |
| 1987  | Nelson Piquet         | Williams-Honda   | F1        | GP d'Allemagne        | Résultats |
| 1988  | Ayrton Senna          | McLaren-Honda    | F1        | GP d'Allemagne        | Résultats |
| 1989  | Ayrton Senna          | McLaren-Honda    | F1        | GP d'Allemagne        | Résultats |
| 1990  | Ayrton Senna          | McLaren-Honda    | F1        | GP d'Allemagne        | Résultats |
| 1991  | Nigel Mansell         | Williams-Renault | F1        | GP d'Allemagne        | Résultats |
| 1992  | Nigel Mansell         | Williams-Renault | F1        | GP d'Allemagne        | Résultats |
| 1993  | Alain Prost           | Williams-Renault | F1        | GP d'Allemagne        | Résultats |
| 1994  | Gerhard Berger        | Ferrari          | F1        | GP d'Allemagne        | Résultats |
| 1995  | Michael Schumacher    | Benetton-Renault | F1        | GP d'Allemagne        | Résultats |
| 1996  | Damon Hill            | Williams-Renault | F1        | GP d'Allemagne        | Résultats |
| 1997  | Gerhard Berger        | Benetton-Renault | F1        | GP d'Allemagne        | Résultats |
| 1998  | Mika Häkkinen         | McLaren-Mercedes | F1        | GP d'Allemagne        | Résultats |
| 1999  | Eddie Irvine          | Ferrari          | F1        | GP d'Allemagne        | Résultats |
| 2000  | Rubens Barrichello    | Ferrari          | F1        | GP d'Allemagne        | Résultats |
| 2001  | Ralf Schumacher       | Williams-BMW     | F1        | GP d'Allemagne        | Résultats |
| 2002  | Michael Schumacher    | Ferrari          | F1        | GP d'Allemagne        | Résultats |
| 2003  | Juan Pablo Montoya    | Williams-BMW     | F1        | GP d'Allemagne        | Résultats |
| 2004  | Michael Schumacher    | Ferrari          | F1        | GP d'Allemagne        | Résultats |
| 2005  | Fernando Alonso       | Renault          | F1        | GP d'Allemagne        | Résultats |
| 2006  | Michael Schumacher    | Ferrari          | F1        | GP d'Allemagne        | Résultats |
| 2008  | Lewis Hamilton        | McLaren-Mercedes | F1        | GP d'Allemagne        | Résultats |
| 2010  | Fernando Alonso       | Ferrari          | F1        | GP d'Allemagne        | Résultats |
| 2012  | Fernando Alonso       | Ferrari          | F1        | GP d'Allemagne        | Résultats |
| 2014  | Nico Rosberg          | Mercedes         | F1        | GP d'Allemagne        | Résultats |
| 2016  | Lewis Hamilton        | Mercedes         | F1        | GP d'Allemagne        | Résultats |
| 2018  | Lewis Hamilton        | Mercedes         | F1        | GP d'Allemagne        | Résultats |
| 2019  | Max Verstappen        | Red Bull Racing  | F1        | GP d'Allemagne        | Résultats |

## Records du tour

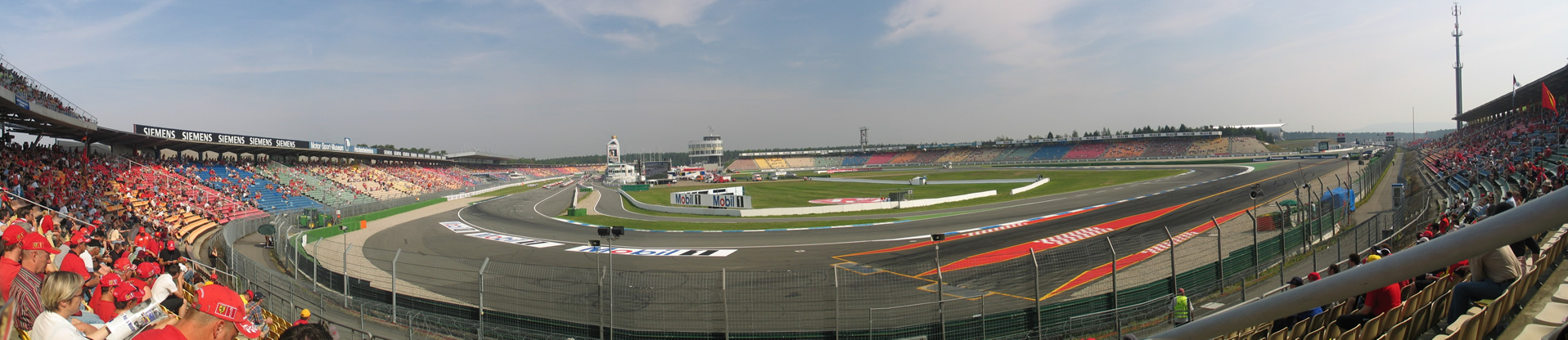
Vue de la Südkurve en 2004, on peut voir la piste de Dragster sur la droite.

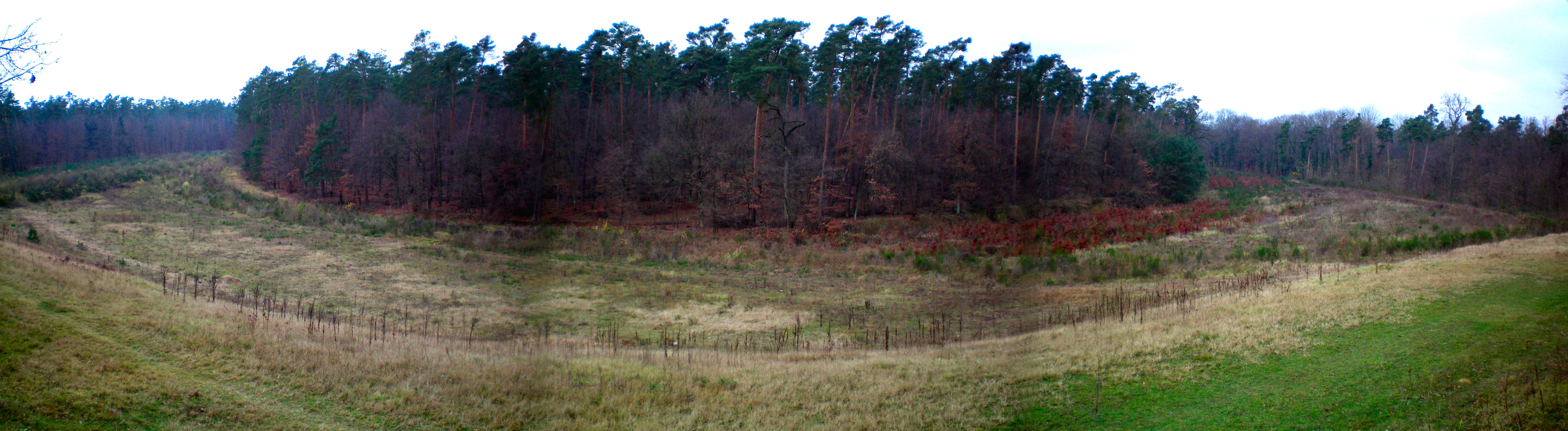
Les restes de lOstkurve de l'ancien circuit (février 2008).

| Développement            | Année | Pilote             | Écurie       | Temps (Vitesse moyenne)       |
| ------------------------ | ----- | ------------------ | ------------ | ----------------------------- |
| Ancien tracé (6,825 km)  | 2001  | Juan Pablo Montoya | Williams-BMW | 1 min 38 s 117 (250,416 km/h) |
| Nouveau tracé (4,574 km) | 2018  | Sebastian Vettel   | Ferrari      | 1 min 11 s 212 (231,230 km/h) |

## Liste des accidents mortels
| Noms                 | Dates           | Qualité | Championnats                                  | Compétitions                                                           |
| -------------------- | --------------- | ------- | --------------------------------------------- | ---------------------------------------------------------------------- |
| Willy Beste          | 14 mai 1951     | Pilote  | Championnat d'Allemagne de Formule 3          |                                                                        |
| Hugo Steiner         | Décembre 1953   | Pilote  | Tentative de record de vitesse                | Goliath 700 Rekordwagen                                                |
| Mr. Eitel            | 20 juillet 1955 | Pilote  | Essais privés                                 | Mercedes-Benz 300 SL                                                   |
| Heinz Schreiber      | 23 juin 1963    | Pilote  | Deutsche Automobil Rundstrecken Meisterschaft | Internationales Rundstreckenrennen (BMW 700)                           |
| Jim Clark            | 7 avril 1968    | Pilote  | Championnat d'Europe de Formule 2             | II Deutschland Trophäe (Lotus 48)                                      |
| Rolf Hanselmann      | 16 octobre 1969 | Pilote  | Deutsche Automobil Rundstrecken Meisterschaft | 300 Meilen von Hockenheim (Porsche 911L)                               |
| Bert Hawthorne       | 14 avril 1972   | Pilote  | Championnat d'Europe de Formule 2             | VI Deutschland Trophäe, IV Jim Clark Gedächtnisrennen (Leida-Tui AM29) |
| Franz Abraham        | 16 avril 1977   | Pilote  | ?                                             | Course support de la Jim Clark Memorial Race (Porsche Carrera RSR)     |
| Markus Höttinger     | 13 avril 1980   | Pilote  | Championnat d'Europe de Formule 2             | XIV Deutschland Trophäe (XII Jim Clark Gedächtnisrennen) (Maurer MM80) |
| Patrick Depailler    | 1er août 1980   | Pilote  | Essais privés                                 | Alfa Romeo 179B                                                        |
| Erich Hoffmann       | 31 octobre 1981 | Pilote  | Formule Ford                                  | Formule Ford                                                           |
| Wolf Dieter Doubrava | 23 juin 1985    | Pilote  | Dutch Open Rally Championship                 | Course support des 100 Meilen von Hockenheim (Karringen FV)            |
| Tony Boden           | août 1986       | Pilote  | Funny Cars                                    | Internationales Dragster-Rennen Hockenheim-Ring (Dodge Omni)           |
| Dieter Waelti        | 19 juillet 1987 | Pilote  | Ford Pokal                                    |                                                                        |
| Al Fleming           | 11 avril 2014   | Pilote  | Course historique                             | Bosch Hockenheim Historic – Das Jim Clark Revival (Lotus Elan 26R)     |